# Кладещиця
Кладещиця (хорв. Kladešćica) — населений пункт у Хорватії, у Загребській жупанії у складі міста Светий Іван-Зелина.

## Населення
Населення за даними перепису 2011 року становило 0 осіб.
Динаміка чисельності населення поселення:

## Клімат
Середня річна температура становить 9,72 °C, середня максимальна – 22,95 °C, а середня мінімальна – -5,41 °C. Середня річна кількість опадів – 977 мм.
| Клімат поселення                              | Клімат поселення | Клімат поселення | Клімат поселення | Клімат поселення | Клімат поселення | Клімат поселення | Клімат поселення | Клімат поселення | Клімат поселення | Клімат поселення | Клімат поселення | Клімат поселення | Клімат поселення |
| Показник                                      | Січ.             | Лют.             | Бер.             | Квіт.            | Трав.            | Черв.            | Лип.             | Серп.            | Вер.             | Жовт.            | Лист.            | Груд.            |                  |
| Середній максимум, °C                         | 5,69             | 6,96             | 10,95            | 14,90            | 19,78            | 22,95            | 21,79            | 21,33            | 17,48            | 12,73            | 7,42             | 3,88             |                  |
| Середня температура, °C                       | 0,14             | 1,42             | 5,41             | 9,36             | 14,23            | 17,42            | 19,12            | 18,67            | 14,81            | 10,07            | 4,78             | 1,22             |                  |
| Середній мінімум, °C                          | −5,41            | −4,14            | −0,15            | 3,83             | 8,69             | 11,86            | 16,47            | 16,02            | 12,15            | 7,40             | 2,12             | −1,44            |                  |
| Норма опадів, мм                              | 51               | 53               | 66               | 75               | 85               | 110              | 93               | 96               | 91               | 92               | 94               | 71               |                  |
| Середньомісячна швидкість вітру, м/с          | 2.06             | 2.21             | 2.58             | 2.50             | 2.36             | 2.09             | 2.00             | 1.89             | 1.91             | 2.05             | 2.15             | 2.15             |                  |
| Середньомісячна сонячна радіація, кДж/м²·день | 4194             | 6917             | 10504            | 14835            | 18835            | 20617            | 21524            | 18809            | 14029            | 8785             | 4640             | 3391             |                  |
| --------------------------------------------- | ---------------- | ---------------- | ---------------- | ---------------- | ---------------- | ---------------- | ---------------- | ---------------- | ---------------- | ---------------- | ---------------- | ---------------- | ---------------- |
| Джерело:                                      |                  |                  |                  |                  |                  |                  |                  |                  |                  |                  |                  |                  |                  |